# John William Lloyd
John William Lloyd (*  1857 in New Jersey; † 1940) war ein US-amerikanischer Anarchist und Vertreter des individualistischen Anarchismus. 
Seine Philosophie baute auf dem Individualismus und dem Naturrecht auf. Er war eng mit Benjamin Tucker befreundet, von dessen ethischem Egoismus er sich später jedoch abgrenzte. Im Jahr 1897 gründete er eine anarchistische Gruppierung, The Comradeship of Free Socialists (die Kameradschaft freier Sozialisten), für die sein Werk The Red Heart in a White World: A Suggestive Manual of Free Society; Containing a Method and a Hope die Grundlage bildete. 
Im Ersten Weltkrieg unterstützte er die Alliierten. 1922 zog er nach Kalifornien und unterstützte ab den 1930ern die Ideen von Edward Bellamy, blieb aber zeitlebens seinen früheren Mitstreitern und Freunden verbunden.
Er schrieb viele Bücher und hunderte von Gedichten, die in Anarchistischen Zeitschriften veröffentlicht wurden. Des Weiteren war Lloyd überzeugter Vertreter von Karezza und veröffentlichte ein Buch auch zu diesem Thema.